# 캐나다 콥트 정교회
캐나다 콥트 정교회(Coptic Orthodox Church in Canada)는 캐나다에 소재하는 콥트 정교회이다. 콥트 기독교인의 캐나다 이민은 1950년대 후반부터 시작되었다. 1970년대 이집트에서 콥트 기독교인에 대한 차별이 증가했고 이집트에서 낮은 소득이 문제가 되었다. 캐나다는 이러한 이민자들을 더 많이 받아들였고 그 이후로 캐나다로 들어오는 콥트 기독교인 이민자의 수는 점점 늘어나고 있다.

## 통계
캐나다 통계청은 캐나다의 콥트 기독교인들의 수가 증가했다고 보고했다. 캐나다 통계청의 전국 인구 조사는 다음과 같이 보고했다.
- 1991년 인구조사 : 5,020명
- 2001년 인구조사 : 10,280명
- 2011년 인구 조사 : 16,255명

## 역사
1964년 토론토에 성 마가 콥트 정교회가 설립되었다. 이 교회는 콥트 기독교인에 의해 세워진 최초의 캐나다 소재 콥트 교회이다. 2002년 캐나다에서 22개 콥트 정교회가 신설됐다는 조사 결과가 나왔다. 2011년 몬트리올에는 5개의 콥트 정교회가 있었다.

## 같이 보기
- 콥트 정교회